# Ослабление электромагнитного сигнала
Ослабле́ние — величина, выражающая понижение амплитуды или мощности сигнала (электро-, радио- или оптического) при прохождении его через некоторое устройство или поглощающую среду. Коэффициент ослабления {\displaystyle K} выражается отношением амплитуды или мощности сигнала на входе {\displaystyle T_{i}} к амплитуде или мощности сигнала на выходе {\displaystyle T_{o}}:
{\displaystyle K={\frac {T_{i}}{T_{o}}}.}
Обычно принято указывать логарифмический коэффициент ослабления в виде:
{\displaystyle k=\log _{n}K=\log _{n}{\frac {T_{i}}{T_{o}}}.}
Практически применяются два основания логарифма — основание натуральных логарифмов число {\displaystyle e}, в этом случае ослабление выражается в неперах, или основание 10 — ослабление выражается в белах или децибелах.
Ослабление является величиной обратной коэффициенту усиления, обобщающим понятием для обоих величин служит коэффициент передачи.

## Единицы ослабления
- Бел (B, Б) — на практике не используется, 1 бел = 10 децибел.
- Децибел (dB, дБ) — общетехническое применение.
- Непер (Np, Нп) — ограниченное применение, в некоторых областях техники связи.
- В виде отношения — величина безразмерная.

## Измерения
- Прямое измерение — производится с помощью установок для измерения ослаблений или измерителей коэффициента передачи, в том числе панорамных.
- Совокупное измерение — производится с помощью измерения мощности или напряжения исходного и ослабленного сигнала, и последующего расчёта.
- Измерение методом сравнения — производится с помощью аттенюатора, являющегося мерой ослабления.